# Wagiman
Wagiman (někdy psáno též Wageman, Wakiman nebo Wogeman) je téměř vymřelý domorodý austrálský jazyk. Neexistují žádné jazyky příbuzné jazyku wagiman, jedná se o jazyk izolovaný. V roce 2020 měl už jen 2 mluvčí staršího věku, přičemž mladá generace už jazyku těžko rozumí a zná jen pár slov. Je velmi pravděpodobné že jazyk brzy vymře.
Jazykem mluví kmen Wagimanů, v Pine Creek, na severu australského Severního teritoria. Jazyk byl v podstatě nahrazen angličtinou, australskou kreolštinou a jazykem bininj gun-wok.
Jazyk má 2 dialekty: matjjin norohma (lehký jazyk) a matjjin gunawutjjan (těžký jazyk).

## Ukázka
Náhodné věty v jazyce wagiman:
- wuji nga-nga-gondo-n garradin (překlad: nemám žádné peníze)
- gubiji-binyju bula-ndi (překlad: nechal(a) tu jenom kosti)
- dabulp-pa ga-ya nu-naw-ma (překlad: hodně kouří)